# Miżyrgi
Miżyrgi (ros. Мижирги) – szczyt górski na terenie Kaukazu o wysokości 5047 m n.p.m. Szczyt położony jest na terenie Kabardo-Bałkarii w Rosji. Jest on najniższym kaukaskim pięciotysięcznikiem. Pierwszego radzieckiego wejścia na wyższy, zachodni wierzchołek Miżyrgi dokonali w 1936 r. Geogrij Michajłowicz Produkajew, Wołodia Naumienko oraz Irina Wiaczesławowna Korzun. W roku 1889 na niższy, wschodni wierzchołek wspiął się Herman Woolley. Według niepewnych źródeł w połowie XIX w. na Miżyrgi wszedł bałkarski pasterz Mażyra Attajew z Bieziengi. Od jego imienia miałaby wywodzić się współczesna nazwa masywu.